# Zlín Z-143
Lo Zlín Z-143 è un aereo da turismo e addestramento basico monomotore, quadriposto e monoplano ad ala bassa, sviluppato dall'azienda aeronautica cecoslovacca, poi ceca, Moravan Aviation nei primi anni novanta e prodotto sia dalla stessa che dalla ZLIN Aircraft che le successe.
Evoluzione del precedente Zlín Z-43, dal quale si discosta principalmente per l'adozione di un diverso propulsore, è destinato prevalentemente al mercato dell'aviazione generale trovando tuttavia impiego, grazie alle sue piene capacità acrobatiche, anche presso alcune aeronautiche militari mondiali.

## Storia del progetto
Analogamente per quanto fatto con lo Z-42, tra la fine degli anni ottanta e l'inizio degli anni novanta l'azienda cecoslovacca Moravan Aviation decise di avviare un programma di evoluzione della propria gamma di modelli, integrandoli con avionica più moderna ed equipaggiandoli con motorizzazioni più appetibili dal mercato internazionale, gli statunitensi Lycoming.
L'ufficio tecnico dell'azienda avviò un progetto che, pur riutilizzando molte parti del precedente Z-43, adattasse il sei cilindri contrapposti Lycoming O-540 alla struttura del velivolo, mantenendo nel contesto l'ampia cabina di pilotaggio a quattro posti, il semplice ma robusto carrello d'atterraggio triciclo anteriore fisso e le capacità full acrobatic.

## Impiego operativo
Le caratteristiche del modello lo rendono idoneo sia per l'impiego turistico che per quello commerciale, sfruttando l'ampia cabina di pilotaggio come bagagliaio per il trasporto leggero; inoltre grazie alle sue le capacità acrobatiche è adottato come addestratore basico sia in ambito civile che militare.
Alcune fonti sostengono che uno o più esemplari vennero utilizzati, anche come aerei kamikaze, dalla componente aerea delle Tigri Tamil (Air Tigers) contro le basi aeree dell'aeronautica militare dello Sri Lanka durante la locale guerra civile.

## Versioni
(parziale)
- Z-143 L
- Z 143 LSi Genius

- Z 143 LSi Flir[4]

## Utilizzatori

### Militari
Algeria
- Al-Quwwat al-Jawwiyya al-Jaza'iriyya

20 Safir 43 in servizio al settembre 2018, versione costruita su licenza dell'addestratore cecoslovacco.
 Rep. Ceca
- Vzdušné síly armády České republiky

1 Z-143 in servizio, più ulteriori 2 Z-431LSi ordinati il 28 gennaio 2025.
 Macedonia del Nord
- Voeno Vozduhoplovstvo i Protivvozdušna Odbrana

1 Z 143L acquistato nel 2003.
 Messico
- Armada de México

2 Z 143LSi in servizio all'aprile 2019.
 Sri Lanka
- Tigri Tamil

 Ungheria
- Magyar légierő

2 Z 143LS consegnati tra il 2017 ed il 2020.

### Riviste
- (EN) Dick van. Mourik, A to Zlin: An Illustrated History of a Light Aircraft Dynasty, in Air Enthusiast, No. 93, Stamford, UK, Key Publishing, maggio/June 2001,  pp. 59-65, ISSN 0143-5450 (WC · ACNP).